# 28992 Timbrothers
28992 Timbrothers este o planetă minoră (asteroid) din centura de asteroizi. A fost descoperită pe 27 iunie 2001 la Stația Anderson Mesa de Lowell Observatory Near-Earth-Object Search. 
Obiectul prezintă o orbită caracterizată de o semiaxă mare de 2,3963299 UAi, o excentricitate de 0,18, o înclinație de 0,39587 ° în raport cu ecliptica.